# Bălțile Dunării
Bălțile Dunării sunt insule mari aflate pe cursul inferior al Dunării, înconjurate de brațe ale fluviului. În era comunistă, bălțile Dunării au fost desecate și îndiguite pentru a fi consacrate agriculturii; România nu a semnat convenția Ramsar (1975) decât după revoluție, la 25 ianuarie 1991. Pentru aceste lucrări a fost utilizată munca forțată a deținuților politici din Bărăgan (mai ales din lagărele „Grădina”, „Lunca”, „Salcia”, „Stoienești”, „Vechea Strâmbă”, „Movila Găldăului” și „Valea Viilor”, dintre care mulți au murit aici).
Cele mai mari sunt Balta Ialomiței și Insula Mare a Brăilei.
Sectorul „Bălților Dunării” se întinde de la Călărași până la Brăila. Dunărea are cea mai mare luncă (30 km) cu o dublă bifurcație:
- Brațul Borcea și Dunărea delimitează Balta Ialomiței
- Brațul Măcin și Dunărea delimitează Insula Mare a Brăilei

În acest sector sunt două poduri:
- Podul Regele Carol I (între Fetești și Cernavodă)
- Podul Giurgeni–Vadu Oii